# بخش کنارتخته و کمارج
یکی از ۴ بخش  شهرستان کازرون می‌باشد . شهر کنارتخته مرکز این بخش می‌باشد. این بخش در سال ۱۳۸۷ با تقسیم بخش خشت و کمارج به دو قسمت، مستقل گردید.

## تقسیمات کشوری
- دهستان کنارتخته
- دهستان کمارج
  - شهر: کنارتخته

## جمعیت
طبق آمار سرشماری عمومی نفوس و مسکن سال ۱۳۹۵ جمعیت این بخش برابر با ۱۱۲۷۳ نفر بوده است. 